# 30e régiment d'infanterie (France)
Pour les articles homonymes, voir 30e régiment d'infanterie.

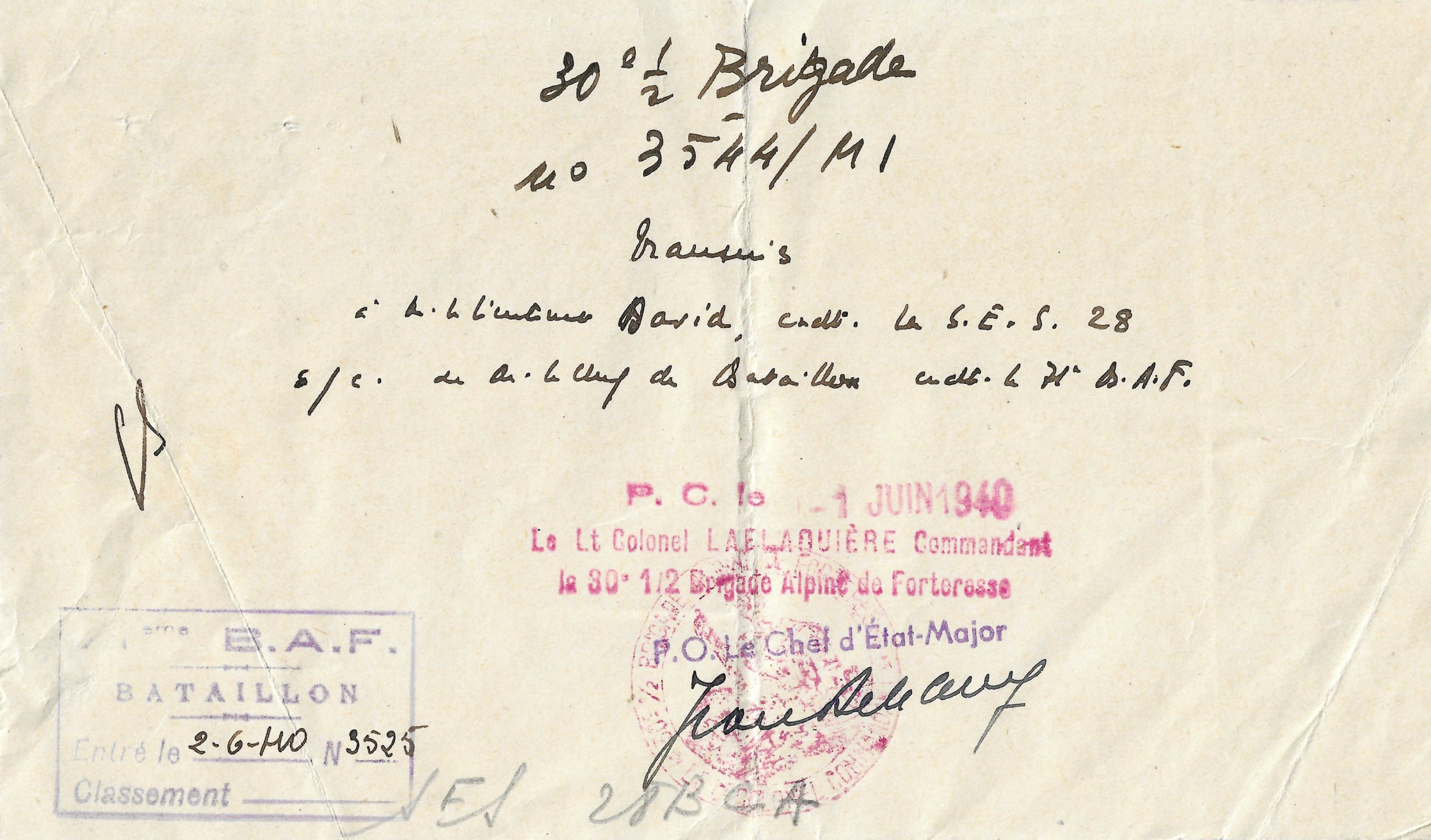
document du 30 ème regiment d'infanterie daté du 2/6/1940 avec tampon du Lieutenant colonel Laflaquière

Le 30e régiment d'infanterie (30e RI) est un régiment d'infanterie de l'Armée de terre française créé sous la Révolution à partir du régiment de Perche, un régiment français d'Ancien Régime

## Création et différentes dénominations
- 1775 : Créé sous le nom de régiment de Perche à partir des 2e et 4e bataillons du régiment du Dauphin
- 1791 : Renommé 30e régiment d’infanterie de ligne .
- 1796 : 30e demi-brigade d’infanterie de ligne, constitué des unités suivantes :
  - 72e demi-brigade de première formation (2e bataillon du 36e régiment d'infanterie de ligne, 6e bataillon de Volontaires du Jura et 2e bataillon de volontaires de la Gironde)
  - 3e bataillon de la 175e demi-brigade de première formation
- 1803 : 30e régiment d’infanterie de ligne
- 1914 : À la mobilisation, il donne naissance au 230e régiment d’infanterie
- 1922 : Dissolution du 30e RI
- 1935 : 30e demi-brigade alpine de forteresse (30eDBAF)
- 1940 : Dissolution
- 1956 : Recréé
- 1983 : Centre d'Entraînement Commando - 30e RI de Bonifacio
- 1989 : Dissolution

## Colonels/chef-de-brigade
- 21 octobre 1791 : colonel Oliver-Victor de Beaudre (*)
- 26 octobre 1792 : colonel Germain-Felix Tennet de Laubadère (*)
- 1793 : chef de brigade Dumas
- 19 février 1796 : chef de brigade Jacques Darnaud (*)
- 14 juin 1800 : chef de brigade François Valterre (*)
- 9 novembre 1808 : colonel Joseph-Antoine-René Joubert (*)
- 14 octobre 1811 : colonel Charles-Joseph Buquet (*)
- 1812 : colonel Adrien Ramand
- 1815 : colonel Armand-René Soucanye de Landevoisin
- 1870 : colonel Wirbel
- 1896-1901 : colonel Auguste Soyer (**)
- 1940 : lieutenant-colonel Laflaquière[1]

(*) Ces six officiers sont devenus par la suite généraux de brigade.
(**) Officiers devenus par la suite généraux de division.
Colonels tués et blessés pendant qu'ils commandaient le 30e régiment d'infanterie de ligne :
- Chef de brigade Darnaud blessé le 19 juin 1799
- Colonel Valterre blessé le 21 décembre 1800 et le 8 février 1807
- Colonel Joubert blessé le 6 juillet 1809
- Colonel Buquet blessé le 7 septembre 1812
- Colonel Ramand blessé le 9 février 1814

## Historique des garnisons, combats et bataille

### Ancien Régime
- 1779-1782 : sert aux Antilles pendant la Guerre d'indépendance américaine

### Révolution française et Premier Empire

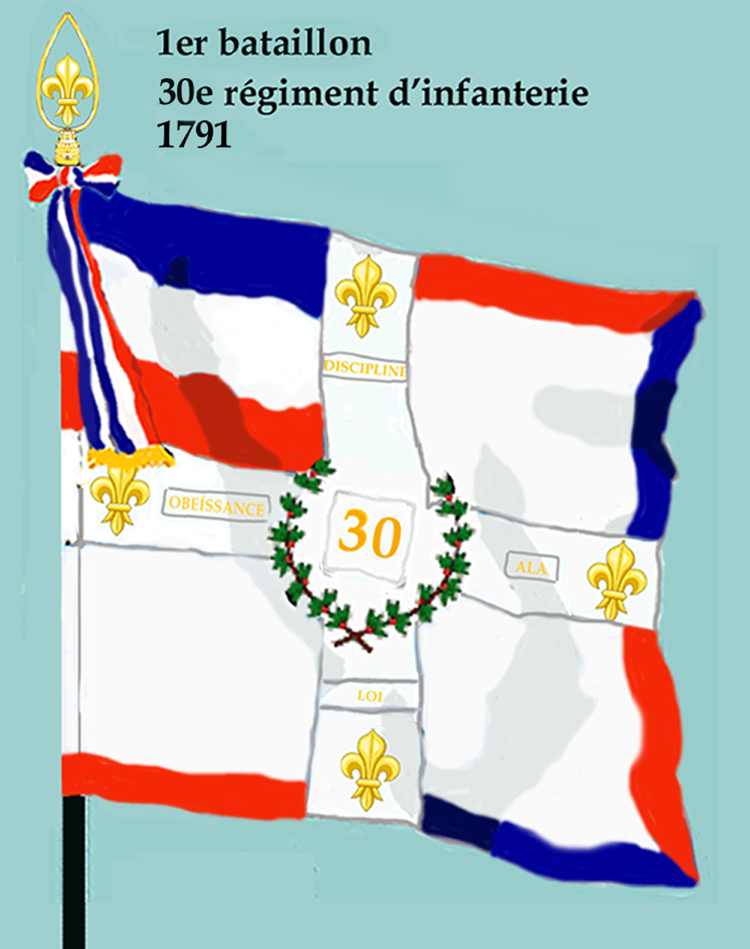
Drapeau du 1er bataillon du 30e régiment d'infanterie de ligne de 1791 à 1793
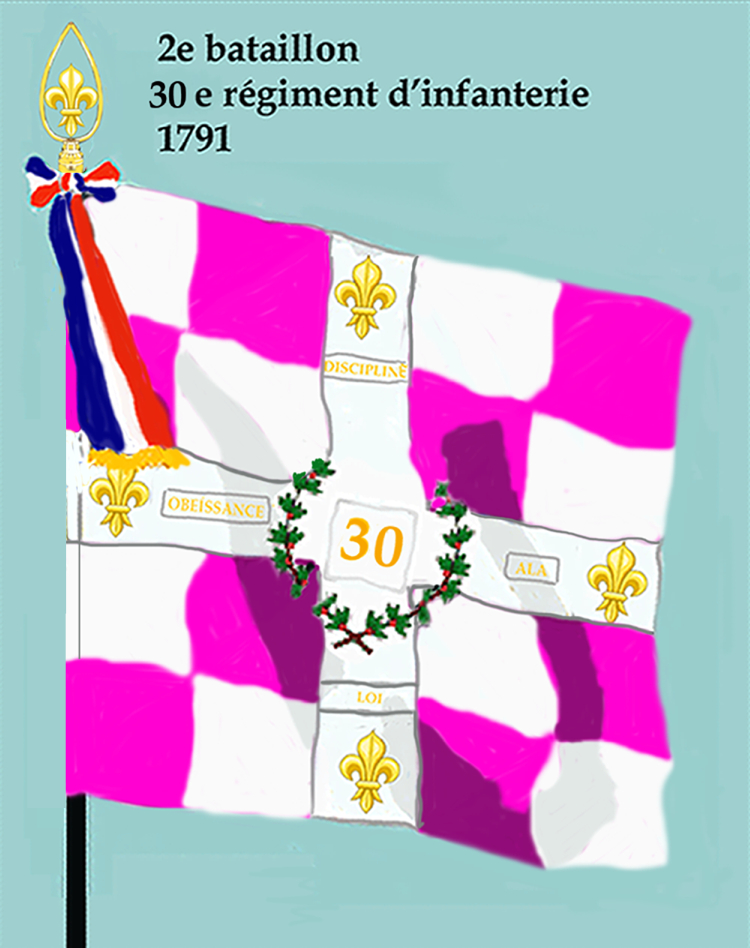
Drapeau du 2e bataillon du 30e régiment d'infanterie de ligne de 1791 à 1793

30e régiment d’infanterie
- 1792 : Guerre de la Coalition
  - Bataille de Valmy
  - 1er décembre : armée de la Moselle, expédition de Trèves

30e demi-brigade de première formation
- 1793 : Guerre de la première Coalition
  - Bataille de Pirmasens
  - Bataille de Kaiserslautern

30e demi-brigade de deuxième formation
- 1796 : 1re campagne d'Italie
  - Bataille de Loano,
  - Siège de Mantoue
  - Combat de Valvasone
- 1799 : 2e Campagne d'Italie
  - Bataille de Magnano,
  - Bataille de Vaprio,
  - Bataille de la Trebbia,
  - Bataille de Novi
  - Bataille de Bracca
- 1800 : 2e Campagne d'Italie
  - Bataille de Romano

30e régiment d’infanterie de ligne
- 1803 :
- 1805 : Campagne d'Allemagne
  - Bataille d'Ulm
  - Bataille de Lambach
  - 2 décembre : Bataille d'Austerlitz
- 1806 : Campagne de Prusse
  - Bataille d'Auerstadt
  - Bataille de Czarnowo
- 1807 : Campagne de Pologne
  - Bataille d'Heilsberg
  - 8 février : Eylau
- 1809 : Campagne d'Allemagne et d'Autriche
  - Bataille de Landshut
  - Bataille d'Eckmühl
  - Bataille de Ratisbonne
  - Bataille d'Essling
  - Bataille de Wagram
- 1812 : Campagne de Russie
  - Bataille de Smolensk,
  - Bataille de la Moskova,
  - Bataille de Wiasma
  - Bataille de Krasnoe
- 1813 : Campagne d'Allemagne
  - Siège de Hambourg
- 1815 : Campagne de Belgique
  - Bataille de Ligny,
  - Bataille de Namur
  - Bataille de Wavre

Officiers tués et blessés au service du 30e régiment d'infanterie (entre 1804-1815)
- Officiers tués : 51
- Officiers morts des suites de leurs blessures : 12
- Officiers blessés : 126

### 1815 à 1852
- 1830 : Une ordonnance du 18 septembre créé le 4e bataillon et porte le régiment, complet, à 3 000 hommes[2].

### Second Empire

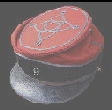
Képi d'infanterie de ligne

- 1855 : le régiment embarque à Marseille pour participer à la guerre de Crimée.
- En 1859, affecté au 4e corps d'armée lors de la campagne d'Italie il participe à la bataille de Solférino et y perd son colonel.
- Guerre de 1870, attaché au 5e corps d'armée il combat à Beaumont et aux Fonds de Givonne à Sedan.
  - Siège de Bitche
  - Bataille de Beaumont

### De 1871 à 1914
Durant toute cette période le régiment sera en garnison à Annecy
En 1878, le régiment est commandé par le Lieutenant Colonel Dortu. Le commandant Dallemagne y sert à la même époque.

### Première Guerre mondiale
- Garnisons : Annecy, Thonon, Rumilly, Montmélian ; il appartient à la 56e brigade d'infanterie, 28e division d'infanterie, 14e corps d'armée.

#### 1914

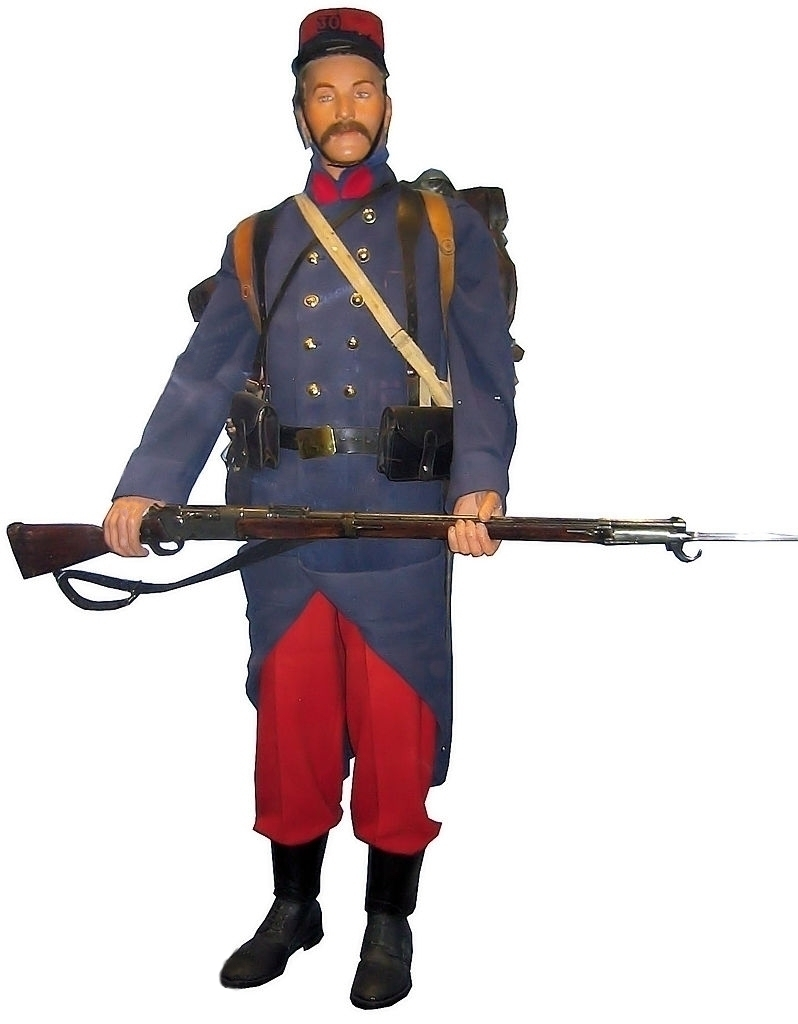
Reconstitution d'un soldat du en 1914.

- 1914 : La Bolle, Col d'Anozel, Ban-de-Sapt ; Foucaucourt-en-Santerre, Herleville ; Attaque de Fay et du bois Etoilé

#### 1915
- mars 1915 : le dépôt du 30e RI forme une compagnie du 414e régiment d’infanterie.
- 1915 : le Trou Bricot
- 25 septembre-6 octobre : seconde bataille de Champagne

#### 1916
- 1916 : bataille de Verdun

#### 1917
- 1917 : Chemin des Dames

#### 1918
- 1918 : le Kemmel ; Bligny, Cote 240, Bois des Eclisses ; Sainte-Marie-à-Py, Hunding-Stellung

### Entre-deux-guerres
Il sera dissous le 1er juillet 1922.
Le régiment est reconstitué en 1935 comme 30e demi-brigade alpine de forteresse (DBAF). Chargée de la défense du secteur fortifié de la Savoie, l'unité est constituée des 70e et 71e bataillons alpins de forteresse (BAF).

### Seconde Guerre mondiale
Dissoute à la déclaration de guerre, la 30e DBAF est immédiatement reconstituée le 25 août par le CMI 147 de Modane[réf. souhaitée]. Elle est composée des 71e, 81e, 91e BAF et renforcée par les sections d'éclaireurs-skieurs de cinq autres unités (99e RIA, 11e, 15e, 28e et 47e BCA). Chargée de la défense de la Maurienne, la demi-brigade est implantée sur dix neuf fortifications de la ligne Maginot entre Modane et Lanslebourg-Mont-Cenis et Valloire avec le 160e régiment d'artillerie de position (RAP)[réf. souhaitée] et la 66e division d'infanterie à partir d'avril 1940.

### De 1945 à nos jours
Recréé en 1956, il sera présent en Algérie.

Il est en tant que CEC Ne30 (centre d'entrainement commando 30e RI) a eu une courte existence il était en Corse à Bonifacio, puis il sera dissous en 1989.

## Drapeau
Il porte, cousues en lettres d'or dans ses plis, les inscriptions suivantes :
- Valmy 1792
- Austerlitz 1805
- Wagram 1809
- Moskowa 1812
- Solférino 1859
- Champagne 1915
- Verdun 1916
- La Malmaison 1917
- Reims 1918

## Décorations
Sa cravate est décorée de la Croix de guerre 1914-1918 avec quatre palmes (Quatre citations à l'ordre de l'armée).
Il a le droit au port de la Fourragère aux couleurs du ruban de la Médaille militaire décernée le 7 janvier 1919.

## Personnalités
- Jean-Marie Aberjoux alors lieutenant dans la 30e demi-brigade de deuxième formation.
- Jean Gérard Louis Béchon de Caussade alors sous-lieutenant.
- Paul Léothaud (1875-1957), Médecin-Colonel, Chevalier de la Légion d'honneur en 1917.
- Pierre Richard-Willm, aspirant en 1917.
- Ernest Pruvost (1896-1965), résistant français, Compagnon de la Libération.

## Sources et bibliographie
- Archives militaires du Château de Vincennes.
- À partir du Recueil d'historiques de l'Infanterie française (général Andolenko - Eurimprim 1969).
- Historique du 30e R.I. : 4 citations fourragère aux couleurs de la médaille militaire, Annecy, Hérisson, 96 p., lire en ligne sur Gallica.